# 紐霍普 (肯塔基州)
紐霍普（英語：New Hope）是位於美國肯塔基州納爾遜縣的一個人口普查指定地區。

## 人口
根據2020年美國人口普查的數據，紐霍普的面積為1.61平方千米，當中陸地面積為1.60平方千米，而水域面積為0.01平方千米。當地共有人口139人，而人口密度為每平方千米86.34人。